# Dogs of the Dow
Dogs of the Dow ist eine Anlagestrategie für Aktien. Sie verfolgt das Ziel, durch die Auswahl von Aktien nach der Höhe der Dividendenrendite eine bessere Performance zu erzielen als der Gesamtmarkt, der durch einen Index abgebildet wird.

## Bezeichnung
Die Bezeichnung Dogs of the Dow ist eigentlich irreführend. Der Name der Strategie stammt aus der US-amerikanischen Umgangssprache. Dort bezeichnet der Begriff dog eine minderwertige Sache. An der Börse wird der Begriff dog daher für Aktien mit einer schlechten Kursentwicklung in der Vergangenheit verwendet. Gemäß der Anlagestrategie Dogs of the Dow sollen aber nicht die Aktien mit einer schlechten Kursentwicklung gekauft werden, sondern jene mit einer hohen Dividendenrendite. Verständlich wird die Bezeichnung nur durch folgende theoretische und realitätsferne Überlegung: Betrachtet man die Dividende je Aktie unrealistischerweise als fix, so steigt die Dividendenrendite, wenn die Aktie fällt – umgekehrt sinkt die Dividendenrendite bei steigendem Aktienkurs.
Trotz dieser Ungenauigkeit in der Herleitung des Begriffs, hat sich der Ausdruck Dogs of the Dow aber in den letzten Jahrzehnten eindeutig als Bezeichnung für die dividendenstärksten Aktien innerhalb des Dow Jones etabliert. In Anlehnung an den amerikanischen Ausdruck werden die dividendenstärksten Aktien innerhalb des DAX zum Teil als Dogs of the DAX und die dividendenstärksten Aktien innerhalb des EuroStoxx 50 als Dogs of the Eurostoxx 50 bezeichnet.

## Vorgehensweise
Am ersten Börsentag eines Jahres (Stichtag) kauft der Anleger aus den in einem Index enthaltenen Aktien (beim Dow Jones sind dies 30, beim DAX 40 und beim EuroStoxx 50 50 Aktien) die 10 Aktien, welche die höchste Dividendenrendite aufweisen. Die gekauften Aktien werden ein Jahr bis zum nächsten Stichtag gehalten, ohne dass der Anleger in irgendeiner Weise auf das Börsengeschehen reagiert. Am nächsten Stichtag wird der Bestand umgeschichtet. Alle Aktien, die nicht mehr zu den 10 mit der höchsten Dividendenrendite gehören, werden verkauft. Mit dem Verkaufserlös werden diejenigen Aktien gekauft, die neu in die Gruppe der 10 dividendenstärksten Aktien aufgestiegen sind. Die Umschichtung wird jedes Jahr zum Stichtag wiederholt.

## Erfolg
Langfristig konnten in der Vergangenheit mit der Strategie meist bessere Ergebnisse erzielt werden als mit einer Anlage, die den jeweiligen Gesamtmarkt oder Index komplett abbildete. Betrachtet man längere Anlagehorizonte (beispielsweise 20 Jahre), kann für fast alle Zeiträume und zugrunde liegende Indizes eine Outperformance der Strategie gegenüber dem Index nachgewiesen werden. Diese grundsätzlich positive Bilanz darf aber nicht als Erfolgsgarantie angesehen werden.
Erstens hat die Strategie lediglich zum Ziel, eine bessere Performance als der zugrunde liegende Aktienindex zu erzielen. Das heißt, verliert ein nach der Strategie Dogs of the Dow aufgebautes Depot weniger als der Gesamtmarkt, so wird dieses für den Anleger negative Ergebnis als Erfolg der Strategie gewertet. So erzielten die Dogs of the Dow im Jahr 2018 eine Performance von −1,5 %, während der gesamte Dow Jones mit −5,6 % deutlich schlechter abschnitt.
Zweitens hat die Strategie in der Vergangenheit nur bei langjähriger Anwendung ihre Überlegenheit gegenüber den Indizes zeigen können. Bei kürzeren Anlagehorizonten (beispielsweise 2 Jahre) finden sich häufig Phasen, in denen sich die nach der Dividendenrendite ausgewählten Aktien schlechter entwickelten als der Gesamtmarkt. Dies war insbesondere zwischen 1993 und 2008 mehrfach der Fall.
Drittens beruhen die Erfolge bei langfristiger Anlage vor allem auf der deutlichen Outperformance der Strategie in den 1970er und 1980er Jahren. In den 1990er Jahren und den Jahren ab 2000 fiel die Outperformance wesentlich geringer aus. In den zehn Jahren von 2002 bis 2012 entwickelte sich ein Dogs of the Dow-Depot per Saldo nur geringfügig besser als der Dow Jones Index. In den einzelnen Jahren erzielte die Strategie gegenüber dem Dow Jones folgende Out- oder Underperformance (ausgedrückt in Prozentpunkten): 2002: +6,1 % / 2003: −0,4 % / 2004: −0,9 % / 2005: −6,8 % / 2006: +11,2 % / 2007: −7,9 % / 2008: −7,8 % / 2009: −5,8 % / 2010: +6,4 % / 2011: +7,9 % / 2012: ±0,0 %.

## Varianten
Abgeleitet von der oben dargestellten Grundidee von Dogs of the Dow gibt es mittlerweile mehrere Varianten. So sieht beispielsweise die Variante Low Five vor, aus den 10 dividendenstärksten Aktien nur die jeweils 5 billigsten zu kaufen. Eine andere Abwandlung besteht in der Einschränkung, dass von den 10 Dividendenstars nur jene gekauft werden sollen, die im abgelaufenen Geschäftsjahr Gewinne gemacht haben, da eine Dividendenzahlung bei Verlust die Substanz des Unternehmens schmälert.

## Verbreitung
Es existieren mehrere Aktienfonds und Börsengehandelte Fonds (ETF), die nach dieser Strategie oder einer Abwandlung davon Aktien auswählen. Die Deutsche Börse hat 2005 mit dem DivDAX einen eigenen Aktienindex geschaffen, der die 15 dividendenstärksten der 40 DAX-Werte enthält. Darüber hinaus existieren auch Anlagezertifikate, die auf der Aktienauswahl nach der Höhe der Dividendenrendite beruhen.

## Kritik
Die Anlagestrategie Dogs of the dow konnte ihre Vorteilhaftigkeit über längere Anlagezeiträume nur empirisch nachweisen. Es gibt aber keine Begründung, warum die Strategie in der Vergangenheit zum Erfolg geführt hat. Solange dieser kausale Zusammenhang nicht gefunden ist, ist die Frage, ob auch in Zukunft mit einer Outperformance der Strategie zu rechnen ist, nicht seriös zu beantworten.
Bezüglich des kausalen Zusammenhangs zwischen Dividendenrendite und Anlageerfolg wurde vor allem angeführt, dass Manager von Aktiengesellschaften, die regelmäßig eine hohe Dividende ausschütten, durch die Dividendenzahlung diszipliniert werden. Da der Gewinn vergangener Jahre durch die Dividendenzahlung aus dem Unternehmen abfließe, könne sich das Management nicht auf den Erfolgen der Vergangenheit ausruhen, sondern müsse stets für neue Gewinne sorgen. Dies führe zu einem kontinuierlichen Unternehmenserfolg und damit auch zu steigenden Aktienkursen.
Ob diese Argumentation zutrifft, ist aber fraglich, da auch ein umgekehrter kausaler Zusammenhang konstruierbar ist: Allen Aktiengesellschaften, die eine hohe Dividende bezahlen, wird bei jeder Ausschüttung Eigenkapital entzogen, was die Substanz des Unternehmens schwächt und seine Anfälligkeit in Krisen erhöht.